# Grad Raka
Vous pouvez aider à l'améliorer ou bien discuter des problèmes sur sa page de discussion.
- Il ne cite pas suffisamment ses sources. Vous pouvez indiquer les passages à sourcer avec {{référence nécessaire}} ou {{Référence souhaitée}}, et inclure les références utiles en les liant aux notes de bas de page. (Marqué depuis octobre 2019)
- Il est orphelin : moins de trois articles lui sont liés. Aidez à ajouter des liens en plaçant le code [[Grad Raka]] dans les articles relatifs au sujet. (Marqué depuis octobre 2019)

- Archive Wikiwix
- Bing
- Cairn
- DuckDuckGo
- E. Universalis
- Gallica
- Google
- G. Books
- G. News
- G. Scholar
- Persée
- Qwant
- (zh) Baidu
- (ru) Yandex
- (wd) trouver des œuvres sur Wikidata

Pour les articles homonymes, voir Raka.

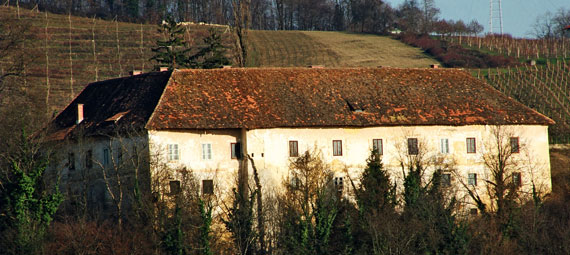
Château de Raka, l'un des plus anciens châteaux médiévaux de Slovénie.

Le château de Raka est l'un des plus anciens châteaux médiévaux de Slovénie. 

## Histoire
Il a été documenté pour la première fois dès 1161, et explicitement mentionné comme Arche de Castrum en 1279. Construite au plus tard dans la seconde moitié du XIIe siècle par les comtes de Bogen, elle fut héritée par les comtes d'Andech et passa ensuite entre les mains des ducs de Sponheim.
La comtesse Barbara Bela, célèbre pour sa cruauté, a ordonné que les paysans mécontents soient attachés à un pilori, qui se trouve toujours le long du chemin menant au château. En 1515, le château a brûlé pendant la révolte paysanne pan-slovène et a été restauré dans le style Renaissance en 1525.
Tout au long du XVIIe siècle, le château de Raka appartenait aux barons de Werneck et fut vendu à la famille Kajzelj, qui aménagea des serres et un étang avec des installations de reproduction du crabe d'eau douce sous le château. Après être tombé en ruines, le vieux château fut à nouveau restauré, cette fois par le baron Franz Karl Haller von Hallerstein, qui le possédait de 1784 à 1825 et lui donna un aspect complètement nouveau et raffiné. Ses armoiries sont visibles au-dessus de l'entrée.
Le château a été utilisé comme avant-poste militaire allemand pendant la Seconde Guerre mondiale. Par la suite, entre 1948 et 1998, le château fut habité par les Filles de la Charité.